# Tobera magnética
Una tobera magnética consiste en un campo magnético convergente-divergente capaz de guiar, expandir y acelerar un plasma.
Estos dispositivos de aceleración son una parte fundamental de varios conceptos de propulsión eléctrica espacial, así como de varios sistemas de producción avanzados, como ciertos sistemas de mecanizado por haces de partículas. 
Por sus características, permiten el control continuo de empuje e impulso específico (actuaciones de gran importancia en las aplicaciones propulsivas), o modificar las propiedades del chorro de plasma a la salida. Un aspecto fundamental de estas toberas, en contraposición a las toberas materiales de Laval, es el hecho de que evitan el contacto material con el plasma –de elevada temperatura– y los serios problemas de refrigeración, durabilidad y eficiencia asociados.
La evolución de un plasma en una tobera magnética es similar a la de un gas neutro en una tobera sólida de Laval, si bien su física es mucho más rica y compleja debido a las características del plasma y a las interacciones electromagnéticas. Con todo, poco se conoce de dicho proceso de aceleración y expansión, y la mayor parte de los escasos modelos existentes están enfocados al estudio del fenómeno del desprendimiento aguas abajo del plasma de las líneas de campo cerradas.

## Funcionamiento básico de una tobera magnética
Las toberas magnéticas, análogamente a las ya nombradas toberas convergente-divergente de paredes sólidas, transforman la energía interna del propulsante en energía cinética dirigida axialmente, produciendo el aumento de velocidad buscado. Hasta la garganta de la tobera, el chorro de plasma es subsónico, y va adquiriendo velocidad a medida que la sección del tubo magnético se va reduciendo. En la garganta, sección de mínima área, el chorro de plasma sufre una transición sónica, y se torna supersónico. Ya en la parte divergente, la expansión del plasma provoca su aceleración.
Si la intensidad del campo magnético aplicado y las condiciones del plasma son adecuadas, el campo magnético confinará y guiará al plasma en su expansión, consiguiendo producir el deseado efecto «tobera». Se dice entonces que el plasma se encuentra magnetizado.
En estas circunstancias, los electrones llevan a cabo un movimiento helicoidal en torno a las líneas de campo, con un radio mucho más pequeño que las longitudes macroscópicas del sistema, y el centro de giro de cada uno de ellos permanece sobre un mismo tubo de corriente magnética. De esta forma, los electrones están adheridos al campo magnético, que les obliga a moverse siguiendo dichos tubos de campo. 
Los iones, de masa mucho mayor que los electrones, no se encuentran magnetizados en general, y su tendencia es a seguir su movimiento de manera rectilínea, dominado por su propia inercia. No obstante, a medida que el plasma se desplaza aguas abajo en la sección divergente de la tobera y el chorro de electrones se va abriendo, estos tiran de los iones a través del campo eléctrico ambipolar que se desarrolla al intentar separar las cargas negativas de las positivas, consiguiendo su expansión supersónica y por tanto su aceleración. Este hecho obliga a que el plasma permanezca en todo momento cuasineutro, lo que significa que las máximas caídas de potencial posibles son del orden de la energía interna del plasma.
En conclusión, puede decirse que el campo magnético tira de los electrones y los obliga a describir en su movimiento la geometría deseada, y que estos tiran de los iones a través del campo ambipolar, consiguiendo su aceleración sin la necesidad de entrar en contacto material con el plasma.

## Separación magnética
Uno de los problemas asociados al uso de toberas magnéticas en aplicaciones propulsivas espaciales se debe a que las líneas de campo magnético son cerradas, es decir, terminan por volver sobre sí mismas, cerrando un circuito magnético.
Tal y como se ha comentado en la sección anterior, el plasma que circula por una tobera magnética se encuentra magnetizado, y describe la geometría impuesta por el mismo. De no liberarse de dicho campo magnético, el plasma acabaría volviendo sobre la nave espacial, anulando parte del empuje producido, y provocando serios problemas de interacción plasma-superficie con los equipos sensibles de la astronave.
Es por tanto de vital importancia para la viabilidad de estos sistemas que se produzca el fenómeno de la separación magnética una vez el chorro de plasma ha sido suficientemente acelerado, antes de que comience a divergir en exceso.
Las últimas investigaciones indican que un posible mecanismo de separación es el propio campo magnético que generan las corrientes eléctricas que se desarrollan en el interior del plasma. A medida que nos alejamos de la cámara del motor, el campo aplicado se torna más débil, mientras que el campo autoinducido cobra cada vez mayor importancia. Este campo magnético modifica el campo total, pudiendo alterar significativamente la geometría del chorro aguas abajo, y produciendo la separación necesaria para aplicaciones espaciales.